# 天主教納克索斯、安德羅斯、蒂諾斯暨米科諾斯總教區
天主教納克索斯、安德羅斯、蒂諾斯暨米科諾斯總教區（拉丁語：Archidioecesis Naxiensis, Andrensis, Tinensis, et Myconensis）是羅馬天主教在希臘的一個教省總教區、該國四個天主教總教區之一。下轄四個教區。
總教區範圍包括基克拉澤斯東北部。座堂位於蒂諾斯島。2007年，有5,100名教友，估轄區總人口10.2%，有30個堂區、10名司鐸、1名修士、3名修女。現任總主教為尼各老·普林泰西斯。
1919年6月3日由原納克索斯總教區及轄下的兩個教區合併而成。